# Эмбии
Э́мбии (лат. Embioptera) — отряд насекомых с неполным превращением из клады Polyneoptera. Более 400 видов. Тело от 1 до 2 см, цилиндрическое, длинное, узкое и очень гибкое. На первом членике передней лапки имеются прядильные железы, которые выделяют шелковистую паутину. Паутинкой выстилаются ходы целой системы гнездовых ходов, в которых эмбии ведут полуколониальный образ жизни, живя большими группами. Ноги эмбий сочленяются так, что их скорость движения и вперёд и назад одинакова. Питаются гниющими остатками растений, а также являются активными хищниками, охотясь на мелких членистоногих. Самцы как правило крылаты, никогда не едят и почти сразу покидают родную колонию, чтобы найти самку и спариться. У некоторых видов самка съедает самца после спаривания. Некоторые виды партеногенетичны, то есть они могут производить жизнеспособное потомство без оплодотворения яиц.

## Описание
Все эмбии имеют очень похожую форму тела, хотя они различаются по окраске и размеру. Большинство из них имеют коричневый или чёрный цвет, варьирующийся до розового или красноватого оттенка у некоторых видов, и варьируются в длину от 1 до 2 см (менее 4 мм встречаются среди Teratembiidae). Форма тела этих насекомых полностью специализирована для шёлковых туннелей и камер, в которых они обитают: оно цилиндрическое, длинное, узкое и очень гибкое. На голове имеются выступающие ротовые органы с жевательными мандибулами. Сложные глаза имеют почковидную форму, оцеллии отсутствуют, а нитевидные усики длинные, насчитывают до 32 сегментов. Усики гибкие, поэтому они не запутываются в шёлке, а крылья имеют поперечную складку, позволяющую им складываться вперёд и позволяющую самцу бежать назад без зацепления крыльев за ткань.
Первый сегмент груди маленький и узкий, а второй и третий — больше и шире, особенно у самцов, где они содержат мышцы полёта. Все самки и нимфы бескрылы, в то время как взрослые самцы могут быть как крылатыми, так и бескрылыми в зависимости от вида. Крылья, если они есть, представлены двумя парами, схожими по размеру и форме: длинные и узкие, с относительно простым жилкованием. Эти крылья работают с помощью базовой гидравлики; перед полётом камеры (синусные жилки) внутри крыльев раздуваются гемолимфой (кровью), делая их достаточно жёсткими для использования. При приземлении эти камеры сдуваются, и крылья становятся гибкими, складываясь обратно к телу. Крылья также могут складываться вперёд над телом, и это, наряду с гибкостью, позволяет легко перемещаться по узким шёлковым галереям вперёд или назад, не приводя к повреждениям
Как у самцов, так и у самок ноги короткие и крепкие, с увеличенным базальным члеником лапок на передней паре, содержащей железы, вырабатывающие шёлк; средние и задние ноги также имеют три тарзальных сегмента, а заднее бедро увеличено для размещения сильных голенных мышц-депрессоров, которые обеспечивают быстрое движение назад. Именно эти шёлковые железы на передних лапках отличают эмбий; другие примечательные характеристики этой группы включают трёхчлениковые лапки, простое жилкование крыльев с небольшим количеством поперечных жилок, прогнатию (голова с направленными вперёд ротовыми органами) и отсутствие оцеллий (простых глаз).
Брюшко состоит из десяти сегментов, с парой церок на последнем сегменте. Эти членики, состоящие из двух сегментов и асимметричные по длине, особенно у самцов, очень чувствительны к прикосновениям и позволяют животному ориентироваться при движении назад по туннелям галереи, которые слишком узки, чтобы позволить насекомому развернуться. Поскольку морфология таксонов настолько схожа, идентификация видов чрезвычайно трудна. По этой причине основной формой таксономической идентификации, использовавшейся в прошлом, было внимательное наблюдение за отличительными копулятивными структурами самцов (хотя сейчас некоторые энтомологи и таксономисты считают этот метод недостаточно детальным для классификации). Хотя самцы никогда не питаются во взрослой стадии, у них есть ротовые щитки, похожие на те, что есть у самок. Эти ротовые части используются для удержания самки во время копуляции.
Ротовой аппарат грызущего типа. Развитие неполное и поэтому крупные личинки почти не отличимы от бескрылых самок. Ноги бегательного типа, относительно короткие. На первом членике передней лапки имеются прядильные железы. Число желёз увеличивается с возрастом от 15 (у личинок первого возраста) до 115 (у имаго).
Эти железы выделяют шелковистую паутину или жидкость для её смазывания. Их выделяют и личинки, и взрослые особи. Паутинкой выстилаются ходы целой системы гнездовых ходов. Ноги эмбий сочленяются так, что их скорость движения и вперёд и назад одинакова. При беге задом наперёд церки служат для ощупывания пути и помогают делать ловкие повороты. Эмбии ведут полуколониальный образ жизни, живя большими группами и переходят к одиночному только в сухое время, уходя в почву на глубину.

### Жизненный цикл
Из яиц вылупляются нимфы, похожие на маленьких бескрылых взрослых особей. После короткого периода родительской заботы нимфы подвергаются гемиметаболизму (неполному метаморфозу) и линяют в общей сложности четыре раза, прежде чем достигнут взрослой формы. Взрослые самцы никогда не едят и почти сразу покидают родную колонию, чтобы найти самку и спариться. Те самцы, которые не могут летать, часто спариваются с самками в соседних колониях, поэтому их избранники часто являются братьями и сёстрами или близкими родственниками. У некоторых видов самка съедает самца после спаривания, но в любом случае самец долго не выживает. Некоторые виды партеногенетичны, то есть они могут производить жизнеспособное потомство без оплодотворения яиц. Это явление происходит, когда самка по какой-либо причине не может найти самца для спаривания, что обеспечивает ей и её виду репродуктивную безопасность в любое время. После линьки и спаривания самка откладывает одну партию яиц либо в существующей галерее, либо уходит, чтобы основать новую колонию в другом месте. Поскольку самки не летают, их способность к рассеиванию ограничена расстоянием, которое самка может пройти пешком.

## Поведение и экология

### Поведение
Большинство, если не все, виды эмбий стайны, ведут полуколониальный образ жизни, субсоциальны. Как правило, взрослые самки проявляют материнскую заботу о своих яйцах и потомстве и часто живут большими колониями с другими взрослыми самками, создавая и делясь паутинным покровом, который помогает защитить их от хищников. Преимущества жизни в таких колониях перевешивают недостатки, связанные с повышенной паразитарной нагрузкой, которую влечёт за собой такой образ жизни. Хотя некоторые виды размножаются раз в год или даже раз в два года, другие размножаются чаще, например, Aposthonia ceylonica производит четыре-пять партий яиц за двенадцать месяцев.
Материнская забота начинается с откладывания яиц. Некоторые виды прикрепляют партии яиц к структуре паутины с помощью шёлка; другие формируют яйца в ряды в канавках, вырытых в коре; третьи закрепляют их в рядах с помощью цемента, образованного из слюны, а многие виды закапывают их в массу шёлка, даже добавляя другие материалы в покрытие. Большинство эмбий охраняют свои яйца, некоторые фактически стоят над ними, главным исключением являются такие виды, как Saussurembia calypso, которые широко разбрасывают свои яйца. Основную угрозу для яиц представляют яйцевые паразитоиды, которые могут атаковать целые партии незащищённых яиц. В это время взрослые самки становятся очень территориальными и агрессивными по отношению к другим особям, с которыми они ранее жили в гармонии; три различных типа вибрационных сигналов используются для отпугивания других эмбий, которые приближаются к яйцам слишком близко, и нарушитель обычно удаляется.
После того как яйца вылупятся, матери возобновляют своё стайное поведение. У некоторых видов они продолжают заботиться о потомстве в течение нескольких дней после вылупления, а у некоторых видов эта родительская забота даже включает в себя кормление самкой нимф кусочками пережёванной листовой подстилки и другой пищей. Партеногенетический Rhagadochir virgo добавляет клочки лишайника в шёлк, которым обёрнуты яйца, и это может быть съедено только что вылупившимися нимфами. Возможно, потому что особи этого вида так тесно связаны между собой, взрослые особи прядут шёлк вместе и передвигаются скоординированными группами. Даже у тех видов, которые не обеспечивают дальнейшей родительской заботы, нимфы в колонии выигрывают от большей шелкопродуктивности взрослых особей и дополнительной защиты, которую обеспечивает более обильный шёлковый покров.
Субсоциальность — это компромисс для самки, поскольку энергия и время, затрачиваемые на заботу о потомстве, вознаграждаются тем, что они имеют гораздо больше шансов выжить и продолжить её генетическую линию. Некоторые виды разделяют галереи с несколькими взрослыми особями, однако большинство групп состоит из одной взрослой самки и её потомства.
Когда эмбии чистят свои антенны, их поведение может отличаться от поведения других насекомых, которые обычно используют передние лапы для чистки или подносят антенны к ротовым членикам для манипуляций. Эмбии (как это наблюдается у рода Oligembia) вместо этого складывают антенны под телом и чистят их, удерживая между ротовыми органами и субстратом.
При строительстве своих шелковистых галерей эмбии используют характерные циклические движения передних лап, чередуя действия левой и правой лап во время движения. Хореография этих движений у разных видов различна.

### Выделение шёлка
Эмбии производят шёлковую нить, подобную той, которую производит тутовый шелкопряд (Bombyx mori). Шёлк вырабатывается в сферических секреторных железах в раздутых лапках (нижних сегментах ног) передних конечностей и может производиться как взрослыми особями, так и личинками. В отличие от Bombyx mori и других производящих (и прядущих) шёлк представителей Lepidoptera и Hymenoptera, которые имеют только одну пару шёлковых желёз на особь, некоторые виды эмбий, по оценкам, имеют до 300 шёлковых желёз: 150 на каждой передней конечности. Эти железы связаны со щетинкоподобным кутикулярным отростком, известным как шелкоотделитель, и их чрезвычайно большое количество позволяет особям очень быстро плести большое количество шёлка, создавая обширные галереи. Шёлковая паутина производится на всех этапах жизни эмбий, и требует скромных энергетических затрат.
Шёлк эмбий — один из самых тонких среди всех типов животных шёлков, его диаметр у большинства видов составляет от 90 до 100 нанометров. Самый тонкий из всех насекомых — у эмбии Aposthonia gurneyi, в среднем около 65 нанометров в диаметре. Каждая нить состоит из белкового ядра, сложенного в складчатые бета-листы, с водоотталкивающим покрытием, богатым восковыми алканами.

### Галереи
Галереи, создаваемые эмбиями, представляют собой туннели и камеры, сплетённые из вырабатываемого ими шёлка. Эти плетёные конструкции можно найти на таких субстратах, как камни и кора деревьев, или в листовой подстилке. Некоторые виды маскируют свои галереи, украшая внешние слои кусочками листовой подстилки или другими материалами, чтобы соответствовать окружающей среде. Галереи необходимы для их жизненного цикла, поддерживая влажность в окружающей среде, а также обеспечивая защиту от хищников и стихий во время кормёжки, размножения и просто существования. Эмбии покидают комплекс галерей только в поисках пары или когда самки исследуют ближайшие окрестности в поисках нового источника пищи.
Эмбии постоянно расширяют свои галереи, чтобы добраться до новых источников пищи, и расширяют существующие галереи по мере роста. Насекомые прядут шёлк, двигая передними лапами вперёд-назад по субстрату и поворачивая тело, чтобы создать цилиндрический туннель, выстланный шёлком. Старые галереи имеют несколько слоёв шёлка. Каждый комплекс галерей состоит из нескольких особей, часто происходящих от одной самки, и образует лабиринтоподобную структуру, простирающуюся от безопасного укрытия до любой растительной пищи, доступной поблизости. Размер и сложность колонии варьируются между видами, и они могут быть очень обширными у тех видов, которые живут в жарком и влажном климате.

### Питание
Рацион питания эмбий различается у разных видов, причём доступные источники пищи меняются в зависимости от среды обитания. Нимфы и взрослые самки питаются растительной подстилкой, корой, мхом, водорослями и лишайником. Они являются травоядными генералистами. Взрослые самцы вообще не едят, поэтому вскоре после спаривания они умирают от голода. Эмбии питаются гниющими остатками растений. Также эмбии являются активными хищниками, охотясь на мягкотелых насекомых, ногохвосток и камподей (двухвостки). Могут охотиться и на мелких жуков или клопов, когда те в поисках влаги забираются в места нахождения «гнёзд» эмбий. В период размножения среди самцов иногда наблюдается каннибализм, когда взрослые насекомые, питаются собственной молодью.

### Генетика
Число хромосом у эмбий слабо варьирует: диплоидные числа колеблются от 20 до 24. Все изученные Embiidina, размножающиеся половым путём, имеют кариотип половых хромосом XO. Были идентифицированы два партеногенетических вида, один из которых, Реликтовая эмбия (Haploembia solieri), встречается как в диплоидной, так и в триплоидной расе.

### Паразиты и хищники
Sclerogibbidae — небольшое семейство ос, специализирующихся на паразитировании на эмбиях. Оса откладывает яйцо на брюшко нимфы. Личинка осы появляется на свет и прикрепляется к телу хозяина, питаясь его тканями по мере роста. В конце концов она образует кокон и выбирается наружу. Неотропическая муха-тахина Perumyia embiaphaga, и браконидная оса из рода Sericobracon известны как паразитоиды взрослых эмбий. Несколько наездников-сцелионид из трибы Embidobiini являются паразитоидами яиц Embioptera. Протозойный паразит (Protozoa) в Италии эффективно стерилизует самцов, заставляя оставшихся самок становиться партеногенетическими. Эти паразиты и возбудители болезней могут оказывать эволюционное давление на эмбий, заставляя их вести более социальный образ жизни.
Взрослые эмбии уязвимы, когда выходят из своих галерей, и становятся добычей птиц, гекконов, муравьёв и пауков. На них нападали личинки Ascalaphidae. Птицы могут срывать части шёлка с галерей, чтобы обнажить добычу, муравьи могут прорезать отверстия, чтобы проникнуть внутрь, а сенокосцы (Opiliones) могут проколоть шёлк, чтобы питаться находящимися внутри эмбиями.

## Распространение и местообитания
Эмбии распространены по всему миру и встречаются на всех континентах, кроме Антарктиды, причём наибольшая плотность и разнообразие видов наблюдается в тропических регионах, особенно в южной Азии, Афротропике и Неотропике. На территории бывшего СССР встречаются лишь в Крыму, на Кавказе и в Средней Азии. В России встречается 1 вид — реликтовая эмбия (Haploembia solieri). Некоторые распространённые человеком виды были случайно завезены в другие части света, в то время как многие местные виды малозаметны и пока не обнаружены. Некоторые виды живут под землёй или скрываются под камнями или за участками рыхлой коры. Другие живут под открытым небом, укутавшись в слои белого или голубого шёлка, или спрятавшись в менее заметных шелковистых трубках, на земле, на стволах деревьев или на поверхности гранитных скал.
Эмбии очень скрытны и на поверхности появляются только по ночам. В тропиках могут встречаться на деревьях. Здесь свои гнёзда эмбии делают под отстающей корой или в ходах древоядных жуков.
В основном ограниченные тёплыми районами, эмбии встречаются на севере до штата Вирджиния в США (38° с. ш.) и на высоте 3500 м в Эквадоре. Но и там, где их не было ранее, они могут появиться. Например, они отсутствовали в Великобритании до 2019 года, когда Aposthonia ceylonica, вид из Юго-Восточной Азии, был найден в оранжерее в саду RHS, Wisley.

## Систематика и эволюция

### Палеонтология
Непосредственными предками эмбий считаются представители семейства Alexarasniidae, известные из верхней перми. Древнейшие эмбии в узком смысле слова найдены в бирманском янтаре. Также насекомые, возможно относящиеся к эмбиям, найдены в средней юре Китая.

### Филогения
Внешняя филогения Embioptera была предметом споров, и в 2007 году этот порядок Polyneoptera был отнесён к сестринской группе Zoraptera и Phasmatodea (привиденьевые или палочники). Положение Embioptera внутри Polyneoptera, предложенное филогенетическим анализом, проведённым в 2012 году Миллером с соавторами и объединяющим морфологические и молекулярные данные, показано на кладограмме.
|  | Orthoptera (кузнечики, саранча)                                                |
|  |                                                                                |
|  | \| \| Phasmatodea (палочники) \| \| \| \| \| \| Embioptera (эмбии) \| \| \| \| |
|  |                                                                                |
|  | Phasmatodea (палочники)                                                        |
|  |                                                                                |
|  | Embioptera (эмбии)                                                             |
|  |                                                                                |

|  | Phasmatodea (палочники) |
|  |                         |
|  | Embioptera (эмбии)      |
|  |                         |

|  | Orthoptera (кузнечики, саранча)                                                |
|  |                                                                                |
|  | \| \| Phasmatodea (палочники) \| \| \| \| \| \| Embioptera (эмбии) \| \| \| \| |
|  |                                                                                |
|  | Phasmatodea (палочники)                                                        |
|  |                                                                                |
|  | Embioptera (эмбии)                                                             |
|  |                                                                                |

|  | Phasmatodea (палочники) |
|  |                         |
|  | Embioptera (эмбии)      |
|  |                         |

|  | Orthoptera (кузнечики, саранча)                                                |
|  |                                                                                |
|  | \| \| Phasmatodea (палочники) \| \| \| \| \| \| Embioptera (эмбии) \| \| \| \| |
|  |                                                                                |
|  | Phasmatodea (палочники)                                                        |
|  |                                                                                |
|  | Embioptera (эмбии)                                                             |
|  |                                                                                |

|  | Phasmatodea (палочники) |
|  |                         |
|  | Embioptera (эмбии)      |
|  |                         |

|  | Orthoptera (кузнечики, саранча)                                                |
|  |                                                                                |
|  | \| \| Phasmatodea (палочники) \| \| \| \| \| \| Embioptera (эмбии) \| \| \| \| |
|  |                                                                                |
|  | Phasmatodea (палочники)                                                        |
|  |                                                                                |
|  | Embioptera (эмбии)                                                             |
|  |                                                                                |

|  | Phasmatodea (палочники) |
|  |                         |
|  | Embioptera (эмбии)      |
|  |                         |

Внутренняя филогения группы ещё не полностью выяснена. Филогенетический анализ Миллера и др. был проведён по 96 морфологическим признакам и 5 генам для 82 видов всего отряда. Четыре семейства оказались надёжно монофилетичными при любом способе анализа филогении (парсимония, максимальное подобие или Байесовский): Clothodidae, Anisembiidae, Oligotomidae и Teratembiidae. Embiidae, Scelembiidae и Australembiidae остаются монофилетическими в одном или нескольких из трёх анализов, но распадаются в других, поэтому их статус остаётся неопределённым. Либо Clothodidae (при анализе парсимонии), либо Australembiidae (при анализе Байеса) являются сестринскими таксонами для остальных таксонов Embioptera, поэтому ни одно филогенетическое дерево не может быть принято как окончательное в данной работе.

### Классификация
В настоящее время учёными описано 464 вида, включая 7 ископаемых видов (Zhang, 2013). Выделяют несколько семейств, большая часть которых обитает в тропических регионах. По оценкам, на сегодняшний день существует около 2000 видов.
Классификация отряда (Miller et al., 2012; Zhang, 2013):
- Andesembiidae Ross[англ.], 2003
- Anisembiidae Davis, 1940
- Archembiidae Ross, 2001
- Australembiidae Ross, 1963
- Clothodidae Enderlein, 1909
- Embiidae Burmeister, 1839
- Embonychidae Navás, 1917
- Notoligotomidae Davis, 1940
- Oligotomidae Enderlein, 1909
- Paedembiidae Ross, 2006
- Ptilocerembiidae Miller & Edgerly, 2012
- Scelembiidae Ross, 2001
- Teratembiidae Krauss, 1911
- † ? Sorellembiidae

### Альтернативная классификация
По данным сайта Embioptera Species File Online, на февраль 2023 года в отряд включают следующие семейства:
- † Подотряд Palembiodea
  - † Alexarasniidae Gorochov, 2011
- Подотряд Clothododea
  - Инфраотряд Clothodomorpha
    - Clothodidae Tillyard, 1937
- Подотряд Neoembiodea
  - Инфраотряд Oligotomorpha
    - Oligotomidae Enderlein, 1909
- Подотряд Euembiodea
  - Andesembiidae Ross[англ.], 2003
  - Anisembiidae Ross, 1940
  - Archembiidae Ross, 2001
    - = † Sorellembiidae Engel & Grimaldi, 2006

  - Australembiidae Ross, 1963
  - Embonychidae Navás, 1917
  - Notoligotomidae Davis, 1940
  - Ptilocerembiidae Miller & Edgerly, 2012
  - Scelembiidae Ross, 2001
  - † Sinembiidae Huang & Nel, 2009
  - Teratembiidae Krauss, 1911
  - Инфраотряд Embiomorpha
    - Embiidae Burmeister, 1839

  - Инфраотряд Paedembiamorpha
    - Paedembiidae Ross, 2006